# Jumkils landskommun
Jumkils landskommun var en tidigare kommun i Uppsala län. 

## Administrativ historik
Kommunen inrättades i Jumkils socken i Ullersåkers och Bälinge härader i Uppland när 1862 års kommunalförordningar trädde i kraft 1863. 
Vid kommunreformen 1952 gick den upp i Bälinge landskommun, som 1971 uppgick i Uppsala kommun. 

## Politik

### Mandatfördelning i Jumkils landskommun 1938-1946
| 7 | 2 | 6 | 2 | 3 |

| 19 |

| 9 | 7 | 2 | 2 |

| 19 |

| 3 | 5 | 9 | 2 | 1 |

| 18 |